# 完颜拔离速
完颜拔离速，金朝将领，女真族，完颜氏。蜀王完颜银术可的弟弟。
金太祖天辅六年（1122年），拔离速跟随完颜宗翰和辽军作战，与论谋罕在古北口大破辽军，奉命留兵二百，据险而守，跟随银术可围攻太原，击败宋军，攻克太谷、祁县等地。在隆州谷击败宋将姚古。金太宗天会四年（1126年），攻克太原，为管勾太原府路兵马事，与完颜娄室在文水击败宋军。跟随完颜宗翰围攻东京开封府，与银术可略地襄州、邓州。天会五年，攻克颍昌府。天会七年，与泰欲、耶律马五在扬州袭击宋高宗。金熙宗天会十五年（1137年），升任元帅左都监。大破宋军，攻克渭州、德顺军，平陕西，升任元帅左监军，加金吾上将军。卒，谥敏定。